# Siebenbrunnen (Luxemburg)
Siebenbrunnen (luxemburgisch Siweburen; französisch Septfontaines) ist ein Teil des Viertels Rollingergrund der Stadt Luxemburg und gehörte bis zum 1. Juni 1920 zu der damals eigenständigen Gemeinde Rollingergrund.

## Geschichte

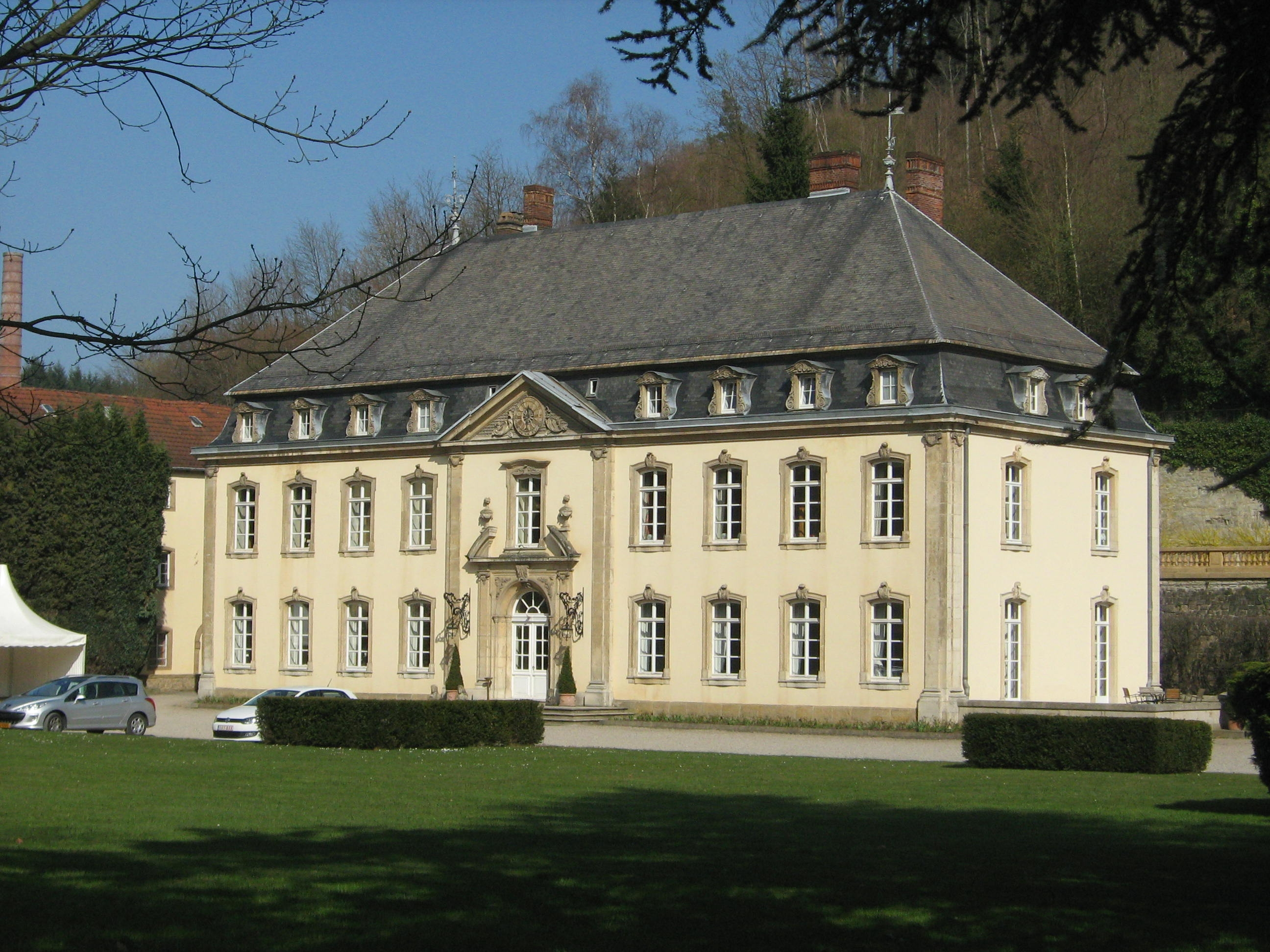
Schloss Siebenbrunnen

Der Ort war über 200 Jahre die Waschküche der Stadt. Die Waschbrunnen Siweburen werden gegen Ende des 17. Jahrhunderts erstmals in Katasterunterlagen erwähnt, bei einem Wohnhaus, das Folie Grégoire genannt wird und welches beim Waldgebiet „Baumbusch“ (lb: Bambësch) an Bach und Brunnen liege. Das Haus gehörte Jean Grégoire, einem pensionierten Kommandanten der spanischen Armee.
Das Haus ging 1707 in den Besitz der Stadt Luxemburg über, welche 1736 durch den Zimmermann Basen in unmittelbarer Nähe acht Waschtröge mit Dach errichten ließ. Die Waschfrauen mussten 2 Sou fürs Waschen und 3 Sou für Waschen, Bleichen und Trocknen zahlen.
Am 1. April 1767 erwarben die drei Brüder Jean-François, Dominique und Pierre-Joseph Boch von der Stadt die Folie Grégoire mit dem angrenzenden Gelände, um eine Porzellanfabrik zu bauen. Die Erlaubnis, das Wasser der Quellen zu benutzen, war an die Bedingung geknüpft, dass die Einwohner weiterhin die Waschbrunnen benutzen durften sowie auch die umliegenden Wiesen zum Trocknen der Wäsche.
Wegen einer Straßenverbreiterung wurden 1968 die Waschbrunnen abgerissen. Eine Gedenkplatte auf dem in der Nähe liegenden Wasserspeicher erinnert heute noch an die Siebenbrunnen.
Später verkauft, wurde das Schloss 1970 von Luitwin von Boch-Galhau für die Firma Villeroy & Boch zurückerworben. Nachdem diese ihre Porzellanproduktion an diesem Ort einstellte, wurde die Absicht verlautbart, dass ein Immobilienprojekt zur Konversion des Geländes realisiert werden sollte. 2020 wurde angekündigt, dass das Schloss an die Luxembourg School of Business vermietet werden solle.

## Söhne und Töchter des Ortes
- Jean-François Boch (1782–1858), Unternehmer
- Eugen von Boch (1809–1898), Unternehmer und Politiker